# سیارک ۶۲۰۳
سیارک ۶۲۰۳ (به انگلیسی: 6203 Lyubamoroz، نامگذاری:1981EC23) شش هزار و دویست و سومین سیارک کشف شده‌است که در ۳ مارس ۱۹۸۱ کشف شد.
قدر مطلق سیارک برابر ۳۲.۳ است.